# إيمان شبل
إيمان شبل (مواليد 25 مارس 1995) هي لاعبة كرة قدم جزائرية دولية تلعب كلاعب وسط في المنتخب الوطني الجزائري لكرة القدم . شاركت في كأس الأمم الأفريقية للسيدات 2018.